# Yan Sasse
Yan Medeiro Sasse (* 24. Juni 1997 in Porto Alegre) ist ein brasilianischer Fußballspieler. Er wird meist im zentralen Mittelfeld eingesetzt. Sasse steht in seinem Heimatland bei Coritiba FC unter Vertrag.

## Karriere
Zur Spielzeit 2016 steig er in die erste Mannschaft von Coritiba FC auf und debütierte am 8. September 2016 für seinen Verein. Beim 4:0-Sieg gegen Grêmio Porto Alegre wurde er von Trainer Paulo César Carpegiani für Neto Berola eingewechselt. Anfang Januar wurde die Leihe von Sasse an den CR Vasco da Gama bekannt. Im August 2019 wurde er an Çaykur Rizespor in die Türkei ausgeliehen.

## Erfolge
Coritiba
- Staatsmeisterschaft von Paraná: 2017

Vasco da Gama
- Taça Guanabara: 2019